# テレビショッピング研究所
株式会社テレビショッピング研究所（テレビショッピングけんきゅうしょ）は、日本のテレビCMを中心とした通信販売会社。2025年4月からはディーニーズに社名変更。

## 概要
- 沿革　1969年（昭和44年）10月　設立
- 大一商事株式会社の会社分割により、　1999年（平成11年）6月、関係会社となる。
- 代表者　代表取締役社長　高橋 正樹
- 本社所在地　東京都大田区西蒲田7丁目25番7号

## 出演者
MC
- 阿部渡
- 片山雅子
- 中野珠子
- 八神徳幸
- 井上智嗣
- 小川隆市
- 坂田陽子
- 吉田照美
- 芳本美代子

最近（2017年12月以降）は紹介する品と商品説明員が違うだけで芸能人は使い回し（着ている衣装が全て一緒）のものが放送されている。
商品説明員は販売している商品専属であり、QVCなど他社テレショップで販売する時も同じ商品説明員が出演している。（イワタニのカセットこんろ等一部の商品で違う場合もある）
ゲスト（五十音順）
現在
- 秋野暢子（女優）
- 東てる美（女優）
- 安藤和津（エッセイスト）
- 池上季実子（女優）
- 松本伊代（タレント）
- 内山信二（俳優・タレント）
- 大場久美子（女優）
- 岡本麗（女優）
- 風見しんご（俳優・タレント）
- 研ナオコ（歌手）
- 竹内都子（ピンクの電話）
- 田中律子（女優・タレント）
- 鳥居かほり（女優）
- 肥後克広（ダチョウ倶楽部）
- 久本朋子（久本雅美の妹）
- 山口良一（タレント）
- 堀内孝雄（ミュージシャン）
- 山川恵里佳（タレント）
- 松尾雄治（元・ラグビー選手）
- 宮本和知（元読売ジャイアンツ投手、現読売ジャイアンツ女子チーム監督）
- モト冬樹（タレント）
- ラサール石井（タレント、声優、演出家）
- 渡辺正行（タレント）
- 松居直美（タレント）
- 槇原寛己（野球解説者）
- 奈美悦子（タレント）
- ダイアモンド☆ユカイ（ミュージシャン）
- 中山エミリ（女優）
- はしのえみ（タレント）
- 野々村真（俳優・タレント）
- 大和田伸也（俳優）
- 古閑美保（元・プロゴルファー）
- 斉木しげる（シティボーイズ）
- 渡辺裕太（俳優）
- 手塚理美（女優）
- 彦摩呂（グルメタレント）
- 室井佑月（小説家）
- 英玲奈（女優・タレント）
- 高橋惠子（女優）
- 豊ノ島大樹（タレント・元力士）
- 四元奈生美（元・卓球選手）
- 大坪千夏（フリーアナウンサー）
- 仁科亜希子（女優）
- 小原正子（クワバタオハラ）

過去
- 渡辺徹（俳優）
- ほか

VTR出演
- 中村直美
- 杉山愛（プロテニスプレーヤー）
- 佐藤仁美（女優）
- 久寿米木勝（プロショッパー）